# Zbierkowate

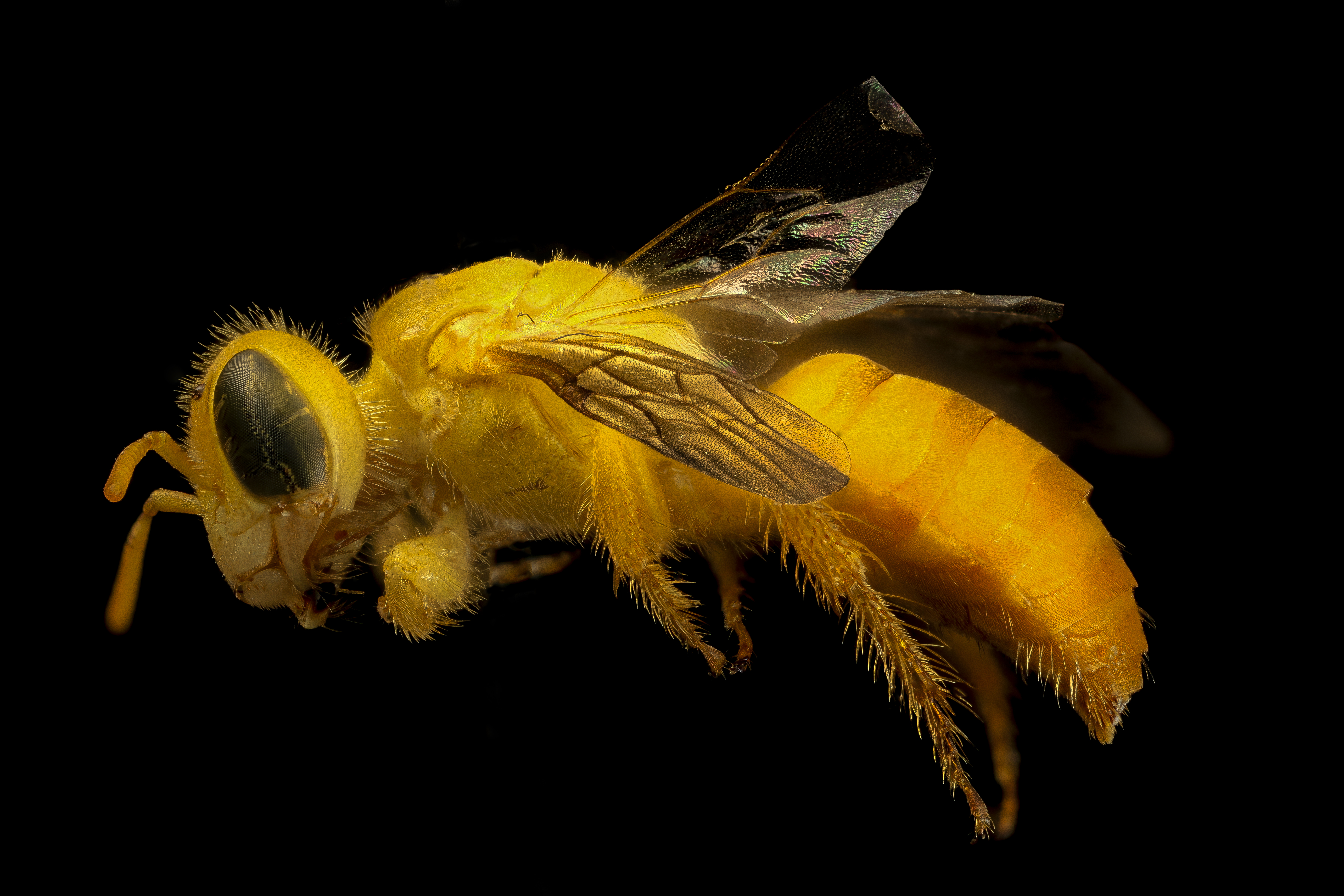
Arhysosage

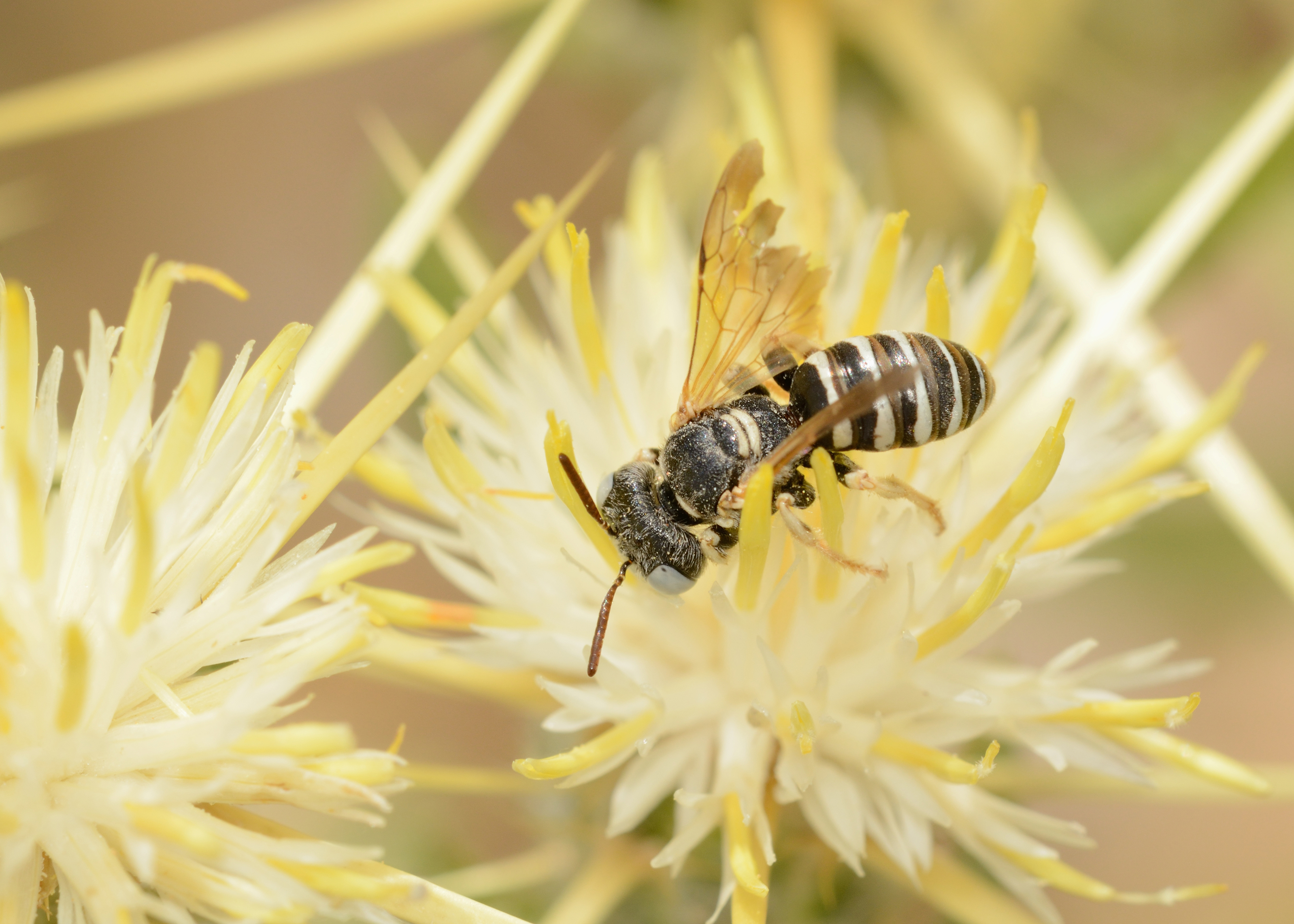
Samiec omiodka Camptopoeum frontale

Zbierkowate (Panurginae) – podrodzina błonkówek z nadrodziny pszczół i rodziny pszczolinkowatych.

## Opis
Błonkówki te są zwykle mniejsze i słabiej owłosione od pszczolinek. W ich ubarwieniu żółte lub kremowe znaki mogą występować na oskórku zarówno głowy, tułowia jak i odwłoka, podczas gdy u pszczolinek obecne mogą być tylko na twarzy. Zagłębienia twarzowe są bezwłose i błyszczące, a u samców często w ogóle ich nie ma. W rodzaju trutnica zagłębień tych brak również u samic. Na spodzie głowy występują zarówno bródka jak i lorum. Skrzydła cechuje obecność pterostygmy oraz komórka marginalna tak szeroka jak najszersza z submarginalnych i o ściętym wierzchołku. W narządach kopulacyjnych samców gonobazy są albo bardzo silnie zredukowane, albo zupełnie nie występują.

## Biologia i ekologia
Większość gatunków jest oligolektycznych, tj. zbiera pyłek z wielu gatunków roślin o bliskim pokrewieństwie. Większość przenosi pyłek w zwartej, nasączonej nektarem masie, przyczepionej do goleni tylnej pary odnóży. Gatunki z rodzaju zbierka oraz część z rodzaju Perdita transportuje suchy pyłek przyczepiony do szczoteczek ze szczecin.
Do zbierkowatych należą pszczoły samotnice jak i gatunki subsocjalne. Gniazda są zakładane w ziemi. Składają się one z korytarza głównego i korytarzy bocznych – w przypadku gatunków subsocjalnych każda samica ma swój własny korytarz boczny i tylko główny jest wspólny. Korytarze boczne kończą się pojedynczą komórką lęgową lub serią takich komórek. Z wyjątkiem rodzaju Perdita ściany komórek pokrywane są woskowatą wydzieliną. W każdej komórce umieszczana jest kulista lub nieco przypłaszczona grudka pokarmu, na której szczycie składane jest pojedyncze jajo. Wyrośnięte larwy spoczywają w komórkach na grzbiecie, wsparte guzkami, co chronić może je przed zawilgoceniem.

## Rozprzestrzenienie
Przedstawiciele podrodziny najliczniej występują w obu Amerykach, z wyjątkiem ich rejonów tropikalnych. Znacznie mniej gatunków znanych jest z Palearktyki i Afryki. Brak ich w tropikalnej Azji i w Australii. W Polsce reprezentowane są przez 6 gatunków z 4 rodzajów: omiodek, zbierka, pyleńczyk i trutnica (zobacz: pszczolinkowate Polski).

## Systematyka
Należą tu plemiona:
- Calliopsini
- Melitturgini – trutnice[2]
- Neffapini Ascher, 2005
- Nolanomelissini Rozen, 2003
- Panurgini Leach, 1815 – zbierki[2]
- Perditini
- Protandrenini
- Protomeliturgini